# Џон Банјан
Џон Банјан (енгл. John Bunyan; крштен 30. новембар 1628. — 31. август 1688) био је енглески писац и баптистички проповедник најбоље упамћен као аутор религиозних алегорија у делу „Ходочасников пут“.Поред дела „Ходочасников пут”, Банјан је написао скоро шездесет наслова, многи од њих су проширене проповеди.

## Биографија
Банјан је рођен у селу Елстоу, у близини Бедфорда. Са шеснаест година се придружио Парламентарној војсци током прве фазе енглеског грађанског рата. После три године у војсци, вратио се у Елстоу и преузео трговину лимарије, коју је наследио од свог оца. Постао  jе заинтересован за религију после брака, присуствује првим службама у жупној цркви, а затим улази у Бедфорд Састанак, некомформистичку групу у Бедфорду, и постаје проповедник. Након обнове монархије, када је укинута слобода неконформистима, Бањан је ухапшен и провoди наредних дванаест година у затвору, јер је одбио да одустанe проповедати. Током овог периода је написао духовну аутобиографију, „Обилата мислот вође грешника”, и почео рад на својој најпознатијој књизи, „Ходочасников пут“, којa је објављена неколико година након његовог пуштања на слободу.
Банјан је каснијих година, упркос још једном краћем затвореништву, провео у релативном комфору као популарни аутор и проповедник, и пастор Бедфорд Састанка. Умро је у 59. годнини након разбољевања на путу ка Лондону и сахрањен је у Банхил Филдсу. „Ходочасников пут” је посталa једна од најважнијих објављених књига на енглеском језику; 1.300 издања су штампана 1938. године, 250 година после смрти аутора.
Остао је упамћен у Цркви Енглеске са Лесер фестивалом 30. августа, а на литургијском календару Америчке епископалне цркве 29. августа. Неке друге цркве Англиканске заједнице, као што је Англиканска црква Аустралије, прослaвља га на дан његове смрти (31. август).